# Equipos de telecomunicaciones
Equipos de telecomunicaciones (también conocido como equipamiento de telecomunicaciones o equipos de comunicaciones) es hardware utilizado para los fines de telecomunicaciones. Desde la década de 1990 el límite entre equipamiento de telecomunicaciones y hardware de TI se ha vuelto borroso como resultado del proyecto de crecimiento de Internet y su creciente papel en la transferencia de datos de telecomunicaciones.

## Tipos
Equipos de telecomunicaciones pueden ser ampliamente divididos en las siguientes categorías:
- Equipos de conmutación pública
  - Conmutadores analógicos
  - Conmutadores digitales
- Equipos de transmisión
  - Líneas de transmisión
    - Fibra óptica

  - Estaciones base transceptoras
  - Multiplexores
  - Bucles locales
  - Satélites de comunicaciones
- Equipos del cliente
  - Conmutadores privados
  - Redes de área Local
  - Módems
  - Teléfonos móviles
  - Teléfono fijo
  - Contestadores automáticos
  - Teletipos
  - Máquinas de Fax
  - Buscapersonas
  - Routers

## Vendedores
Los cinco más grandes vendedores de equipos de telecomunicaciones del mundo (excluyendo terminales de telefonía móvil), de acuerdo a ingresos en el 2015 son:
1. Ericsson
2. Nokia Networks
3. Cisco Systems

Los cinco más grandes vendedores de router y conmutadores del mundo, según Global Service Provider Survey, junio de 2015:
1. Cisco Systems
2. Nokia Networks
3. Juniper Networks
4. Huawei Technologies
5. ZTE Corporation

Los más grandes fabricantes de terminales de telefonía móvil del mundo, 1er trimestre de 2016, principales líderes en ventas de Teléfono inteligente:
1. Samsung (82.5 millones)
2. Apple (51.6 millones)
3. Huawei Technologies (28.9 millones)
4. OPPO (16.1 millones)
5. Xiaomi (14.8 millones)
6. VIVO (14.3 millones)
7. LG Electronics (13.5 millones)
8. ZTE Corporation (11.7 millones)
9. Lenovo (10.9 millones)
10. TCL (8.9 millones)
11. Meizu (5.5 millones)
12. Micromax Mobile (5.0 millones)
13. Sony (< 5.0 millones)

## Equipos de telecomunicaciones usados
A medida que la tecnología de equipos de telecomunicaciones evoluciona rápidamente, los operadores se ven obligados a mirar los equipos de telecomunicaciones usados y restaurados como una alternativa a las más baratas de mantener sus redes. El mercado de las telecomunicaciones de usados se ha expandido rápidamente en la última década con equipos usados y restaurados que ofrecen suministro de equipos más baratos, ofreciendo originalidad y al final de la vida los equipos pueden ser restaurados para soportar las plataformas ya utilizadas por los operadores de telecomunicaciones globales. Así como los equipos descontinuados, los operadores y los usuarios finales buscan a menudo economizar con partes que se vuelven más difíciles de conseguir.